# Mehtap Doğan-Sızmaz
Mehtap Doğan-Sızmaz (geborene Doğan; * 16. November 1978) ist eine türkische Marathonläuferin.
2001 gewann sie den Marathonlauf der Mittelmeerspiele in Tunis und wurde als Zweite des Istanbul-Marathons türkische Meisterin. Zwei weitere nationale Titel holte sie ebendort: 2006 als Vierte, wobei sie mit 2:31:13 h den nationalen Rekord von Serap Aktaş brach, und 2008 als Dritte in 2:33:17.
2009 stellte sie beim Madrid-Marathon mit 2:32:04 einen Streckenrekord auf.